# 岩代清水駅

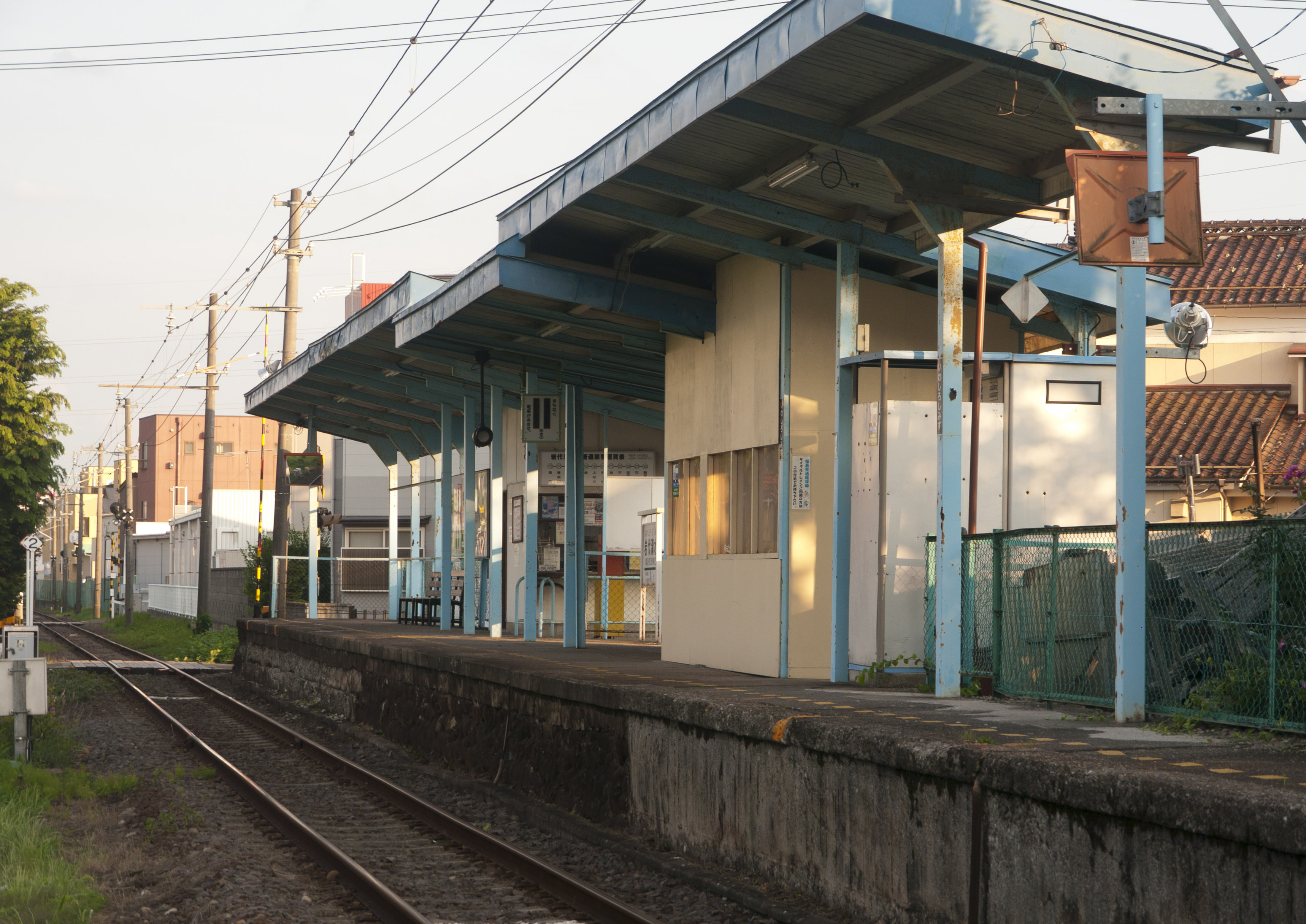
ホーム（2011年7月）

岩代清水駅（いわしろしみずえき）は、福島県福島市泉字大仏にある福島交通飯坂線の駅である。
旧岩代国にある駅では唯一、国名を冠している。1972年（昭和47年）の川俣線廃止に伴い岩代飯野駅と岩代川俣駅が廃駅になって以降「岩代」を冠する駅は当駅のみである。

## 歴史
近隣に旧福電興業があり、福島駅側に引き込み線があったが、福電興業が閉鎖され引き込み線も撤去されたが、その名残で出発信号機と場内信号機が今でも使用されている。なお 1981年（昭和56年）までは貨物駅でもあったためこちらまで電車が貨車を挟んだ上で運転される光景も見られた。

### 年表
- 1925年（大正14年）6月21日：飯坂電車の清水役場前駅として開業[1]。
- 1944年（昭和19年）12月29日：岩代清水駅に改称。

## 駅構造
単式ホーム1面1線の地上駅であり、平日の朝と夕方は駅員が配置される。駅構内には窓口、簡易型ICカード対応改札機、券売機、ベンチ、簡易トイレを設けている。

## 利用状況
2010年度の乗車人員は425人であった。近年の1日平均乗降・乗車人員は以下の通り。
| 年度   | 1日平均 乗車人員 | 1日平均 乗降人員 |
| ------ | ---------------- | ---------------- |
| 2010年 | 425              |                  |
| 2011年 |                  | 676              |
| 2012年 |                  | 715              |
| 2013年 |                  | 751              |
| 2014年 |                  | 887              |
| 2015年 |                  | 869              |
| 2016年 |                  | 928              |
| 2017年 |                  | 934              |
| 2018年 |                  | 938              |

## 駅周辺
住宅地となっているが、駅東側には田畑が残っている所がある。近隣には商店が点在し、眼科などの医療機関もある。なお、駅前のスペースは駐輪場として活用している。
- JAふくしま未来清水支店
- 福島泉郵便局
- ヨークベニマル福島泉店
- コープふくしま いずみ店
- 福島市役所清水支所
- 福島市消防本部福島消防署清水分署
- たんぽぽ第二保育園
- さかい眼科医院
- ひぐち整形外科クリニック
- 福島県道3号福島飯坂線
- 国道13号バイパス（福島西道路）
- 福島交通「泉局前」停留所 - 福島県道3号線沿い

## 隣の駅
福島交通
■飯坂線
美術館図書館前駅 - 岩代清水駅 - 泉駅
隣の泉駅との距離はわずか300メートルである。